# ESET NOD32 Antivirus
ESET NOD32 Antivirus – program antywirusowy rozwijany przez słowacką firmę Eset. Istnieją wersje serwerowe dla platformy Windows, macOS, Linux, FreeBSD i innych systemów. W ramach licencji biznesowych dostępne są programy do zdalnego zarządzania w środowiskach wieloużytkownikowych.
ESET NOD32 Antivirus używa do wykrywania wirusów zarówno regularnie aktualizowanych sygnatur binarnych, jak i metod heurystycznych. Nowsze wersje zapewniają również ochronę przed robakami, trojanami i innymi typami szkodliwego oprogramowania.
Virus Bulletin w swoich testach z 2005 roku ocenił, że ESET NOD32 Antivirus skanuje pięciokrotnie szybciej niż konkurencyjne programy.
ESET NOD32 Antivirus używa kilka skanerów o różnym przeznaczeniu, np. AMON to skaner rezydentny. DMON służy do skanowania dokumentów MS Office, a EMON i IMON służą do skanowania poczty (MAPI i POP3). Ten ostatni skanuje również ruch HTTP.
Nazwa NOD pierwotnie była skrótem słów Nemocnica na okraji disku, w przetłumaczeniu Szpital na peryferiach dysku, co nawiązuje do czechosłowackiego serialu Nemocnice na kraji města, po słowacku Nemocnica na okraji mesta, po polsku Szpital na peryferiach, a pierwsza wersja samego programu antywirusowego została napisana w 1987 roku.